# Chiesa di San Martino Vescovo (Doberdò del Lago)
La chiesa di San Martino Vescovo è la parrocchiale di Doberdò del Lago, in provincia ed arcidiocesi di Gorizia; fa parte del decanato di Sant'Andrea di Gorizia.

## Storia

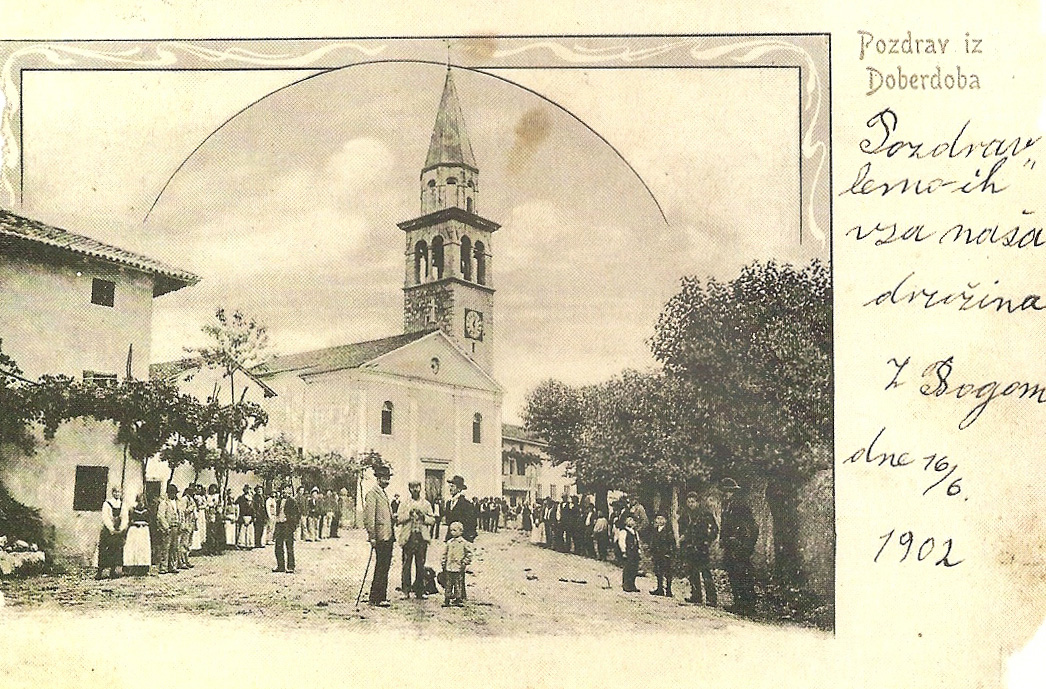
L'antica chiesa di Doberdò fotografata nel 1902

L'antica chiesa di Doberdò, costruita nel Settecento e consacrata nel 1758, venne gravemente danneggiata durante la prima guerra mondiale. Giudicata in un primo momento restaurabile, nei primi anni venti si decise di riedificarla completamente. 
L'attuale chiesa venne costruita nel 1925 in stile neoromanico. L'anno successivo venne innalzato il campanile, simile a quello precedente.
La chiesa è inserita nel Cammino di San Martino di Tours che dall'Ungheria e dalla Slovacchia si porta in Francia attraverso l'Italia del Nord (con diramazione anche in Toscana) per poi proseguire anche nella Penisola iberica.